# リヒャルト・バイツェン (駆逐艦)
Z4 リヒャルト・バイツェン (Z4 Richard beitzen) は、ドイツ海軍の1934型駆逐艦。
由来は1918年3月、北海で沈没した僚艦の乗員を救助中に触雷し戦死した第14水雷艇戦隊司令、リヒャルト・バイツェン少佐。

## 艦歴
1935年1月7日起工。1935年11月30日進水。1937年4月13日就役。
1939年9月、第二次世界大戦が始まるとドイツ沿岸の哨戒とイギリス本土南岸での機雷敷設任務に従事。
9月14日、イギリスへ向かうポーランド潜水艦「ヴィルク」がエーレスンド海峡へ近づいたところで「リヒャルト・バイツェン」、水雷艇「T107」と遭遇したが、ドイツ側は船団護衛中のスウェーデン潜水艦と考え何もしなかった。
1941年6月、バルバロッサ作戦開始に伴いノルウェーに進出しムルマンスク攻撃の任に就く。8月10日、コラ半島沖でソ連哨戒艇SKR12(574トン)をＺ10と共同撃沈。しかしソ連軍の空襲で損傷しナルヴィクで調査したところ機関の故障が判明し本国に回航してドック入り。その後1942年1月24日、キールからブレストへ回航される。
1942年2月11日、ケルベロス作戦に参加。5月15日、リュッツォウを護衛してシュヴィーネミュンデからナルヴィクへ進出。7月にはPQ17船団の攻撃にも参加。その後はノルウェー沖で機雷敷設任務等に従事。
1942年12月30日、JW51B船団攻撃（レーゲンボーゲン作戦）のためアドミラル・ヒッパー (重巡洋艦)を護衛してフィヨルドから出撃。12月31日、船団攻撃中に救援に駆け付けたイギリス海軍の巡洋艦シェフィールド、ジャマイカをヒッパーと誤認、接近したところ砲撃され、僚艦フリードリヒ・エッコルトを失いつつも離脱に成功する。その後1943年4月末、ドック入りのためドイツ本国へ帰還。1943年10月27日、整備を完了しナルヴィクへ向かう途中、ノルウェー沿岸のカルムスンで座礁。現地修理の後、二ヶ月かけて本国へ回航されたが損傷はボイラーにまで及んでおり戦線復帰は1944年8月となった。この時艦首をクリッパーバウに変更した。
以後はノルウェー沿岸で哨戒や船団護衛に従事。1945年4月24日早朝、デンマークからノルウェーへ向かう船団の護衛中にイギリス空軍58・502飛行隊の空襲を受け損傷。オスロフィヨルドへ退避しドック入りするも既に修理ができる状況ではなくなっており、修理に五か月を要すると判定されたそのままの状態で終戦を迎える。その後イギリスに引き渡され、1947年に解体された。